# DKW F 5
Der DKW F 5 war ein Kleinwagen mit Frontantrieb der Marke DKW, den die Auto Union AG im Februar 1935 als Nachfolger der Modelle F 2 und F 4 auf den Markt brachte. 

## Modellgeschichte und Technik
Die Änderungen im Aussehen waren gegenüber den Vorgängern minimal, jedoch hatte der F 5 anstatt des Hilfsrahmens aus zwei stählernen U-Profil-Längsträgern als Fahrgestell einen Kastenrahmen ganz aus Stahl. Vorn hatte er weiterhin die Einzelradaufhängung mit einer oberen und unteren Querblattfeder. Die hintere Starrachse mit hoch liegender Querblattfeder wurde als „Schwebeachse“ bezeichnet. Wie alle DKW „Frontwagen“ (geschützter Name) wurde der DKW F 5 im Audiwerk in Zwickau gebaut.
Der bereits im F 2 Meisterklasse 701 verwendete und vorn quer eingebaute Zweizylinder-Zweitaktmotor (Parallel-Twin) hat Schnürle-Umkehrspülung und zwei Überströmkanäle. Die Motoren leisteten bei der Reichsklasse mit 0,6 Liter Hubraum 18 PS und bei der Meisterklasse mit 0,7 Liter Hubraum 20 PS. Über ein Dreiganggetriebe mit Krückstockschalthebel treibt er die Vorderräder an. Auf die neuen Kastenrahmen waren wie bei den Vorgängern kunstlederbespannte Sperrholzkarosserien aufgesetzt, die im DKW-Werk Berlin-Spandau gefertigt wurden. Reichs- und Meisterklasse waren als zweitürige Limousinen oder Cabrio-Limousinen verfügbar.
1936 wurden von beiden Typen Vollcabriolets angeboten. Von der 600-cm³-Reichsklasse gab es einen Zweisitzer mit kürzerem Radstand, den DKW Front Zweisitzer F 5 K 600, und von der 700-cm³-Meisterklasse einen Zwei- und einen Viersitzer mit der Bezeichnung DKW Front Luxus Cabriolet F 5 700. Dazu gab es noch einen zweisitzigen Roadster mit kürzerem Radstand als DKW Front Luxus Sport F 5 K 700. Bei den Front-Luxus-Sportwagen war die DKW-typische Sperrholzrahmen-Karosserie mit Blechtafeln anstatt Kunstleder verkleidet. Wegen der großen Nachfrage wurden die Karosserien der Front-Luxus-Modelle auch in Meerane von Hornig hergestellt.
Bereits 1936 endete die Produktion der Limousinen, 1937 die der Sportwagen. Insgesamt entstanden 74.995 Wagen (davon 16.154 Meisterklasse Cabrio-Limousine und 3.085 Front-Luxus-Cabriolet), bevor der Nachfolger DKW F 7 erschien.

## Technische Daten
|                       | Reichsklasse                              | Meisterklasse                             | Front Zweisitzer                          | Front Luxus Cabriolet                     | Front Luxus Sport                         |
| --------------------- | ----------------------------------------- | ----------------------------------------- | ----------------------------------------- | ----------------------------------------- | ----------------------------------------- |
| Bauzeitraum           | 1935–1936                                 | 1935–1936                                 | 1936                                      | 1936–1937                                 | 1936–1937                                 |
| Aufbauten             | L2                                        | L2                                        | Cb2                                       | Cb2                                       | R2                                        |
| Motor                 | 2-Zylinder-Zweitaktmotor, (Parallel-Twin) | 2-Zylinder-Zweitaktmotor, (Parallel-Twin) | 2-Zylinder-Zweitaktmotor, (Parallel-Twin) | 2-Zylinder-Zweitaktmotor, (Parallel-Twin) | 2-Zylinder-Zweitaktmotor, (Parallel-Twin) |
| Bohrung × Hub         | 74 × 68 mm                                | 76 mm × 76 mm                             | 74 mm × 68 mm                             | 76 mm × 76 mm                             | 76 mm × 76 mm                             |
| Hubraum               | 584 cm³                                   | 692 cm³                                   | 584 cm³                                   | 692 cm³                                   | 692 cm³                                   |
| Nennleistung          | 18 PS (13,2 kW)                           | 20 PS (14,7 kW)                           | 18 PS (13,2 kW)                           | 20 PS (14,7 kW)                           | 20 PS (14,7 kW)                           |
| Verbrauch             | 7 l/100 km                                | 7 l/100 km                                | 7 l/100 km                                | 7 l/100 km                                | 7 l/100 km                                |
| Höchstgeschwindigkeit | 80 km/h                                   | 85 km/h                                   | 80 km/h                                   | 85 km/h                                   | 90 km/h                                   |
| Leergewicht           | 700 kg                                    | 770 kg                                    | 650 kg                                    | 790–820 kg                                | 700 kg                                    |
| zul. Gesamtgewicht    | 1050 kg                                   | 1100 kg                                   | 900 kg                                    | 1040–1150 kg                              | 950 kg                                    |
| Elektrik              | 6 Volt                                    | 6 Volt                                    | 6 Volt                                    | 6 Volt                                    | 6 Volt                                    |
| Länge                 | 3750 mm                                   | 3985 mm                                   | 3450 mm                                   | 3995 mm                                   | 3745 mm                                   |
| Breite                | 1430 mm                                   | 1465 mm                                   | 1450 mm                                   | 1480 mm                                   | 1440 mm                                   |
| Höhe                  | 1480 mm                                   | 1500 mm                                   | 1440 mm                                   | 1440 mm                                   | 1410 mm                                   |
| Radstand              | 2610 mm                                   | 2610 mm                                   | 2400 mm                                   | 2610 mm                                   | 2500 mm                                   |
| Spur vorn/hinten      | 1110 mm/1220 mm                           | 1110 mm/1220 mm                           | 1110 mm/1220 mm                           | 1110 mm/1220 mm                           | 1110 mm/1220 mm                           |
| Wendekreis            | 12 m                                      | 12 m                                      | ?                                         | 12 m                                      | ?                                         |

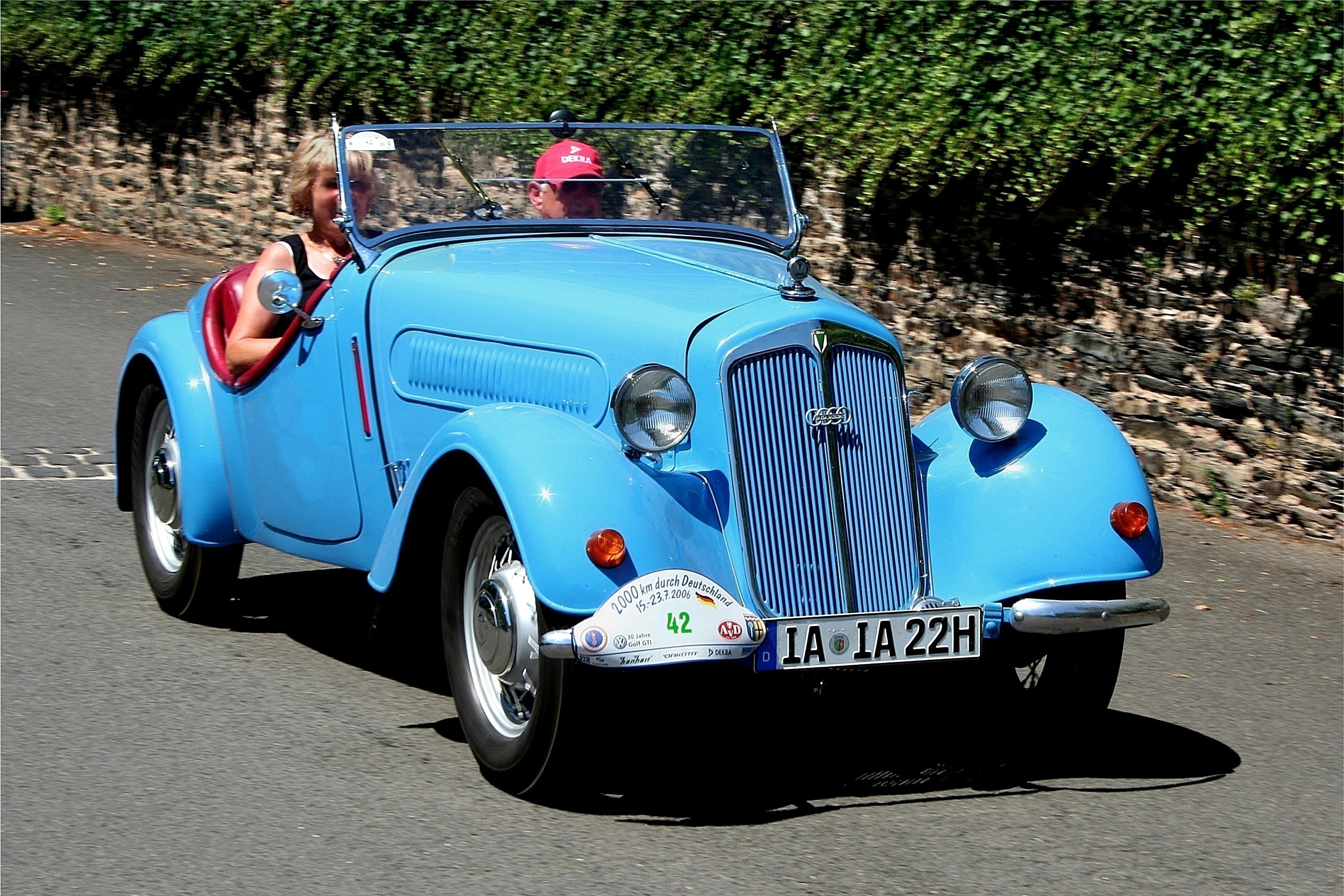
DKW F 5 Roadster (1938)

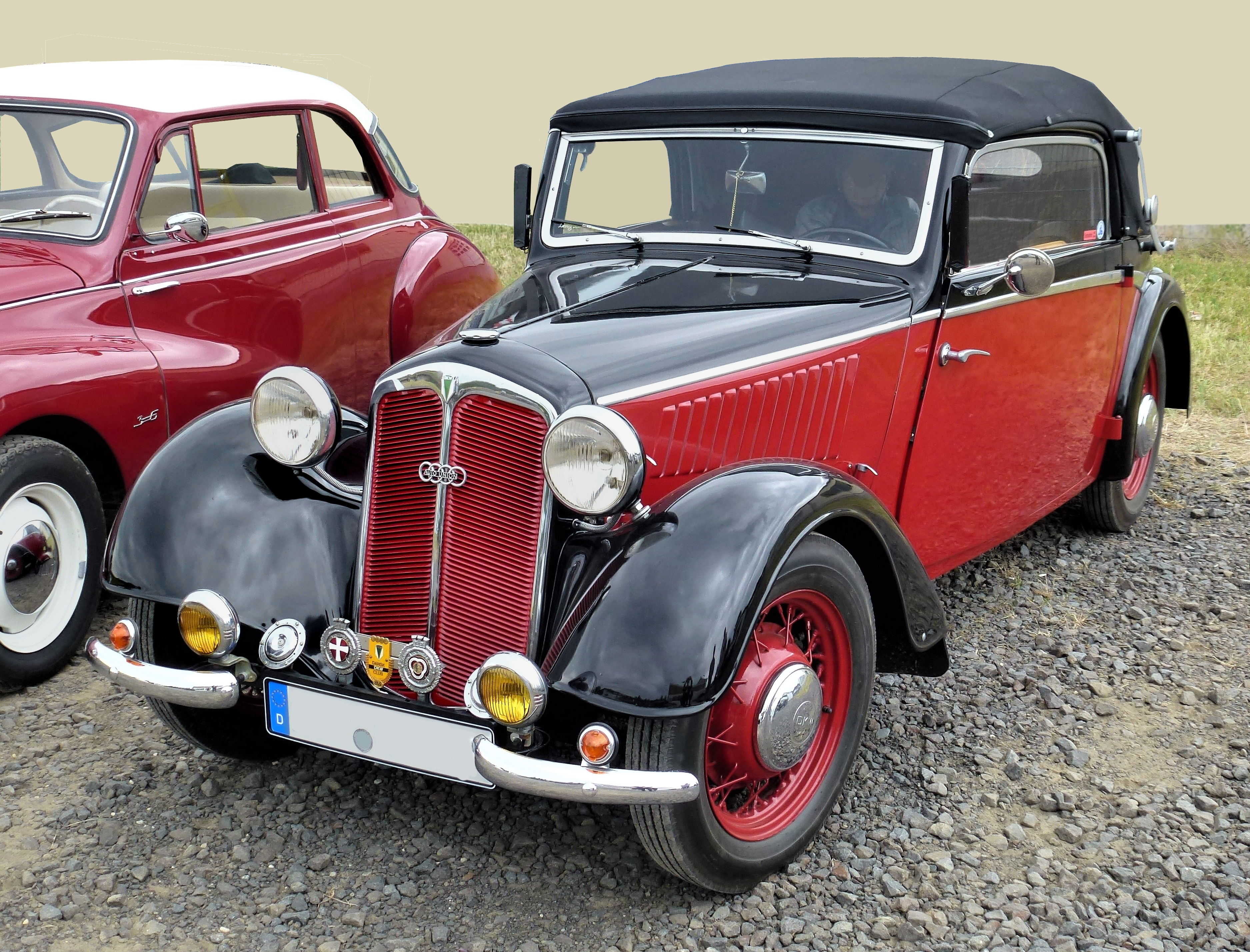
DKW F 5 viersitziges Front Luxus Cabriolet (1937)

- L2 = zweitürige Limousine oder Cabrio-Limousine
- Cb2 = zweitüriges Cabriolet
- R2 = zweitüriger Roadster

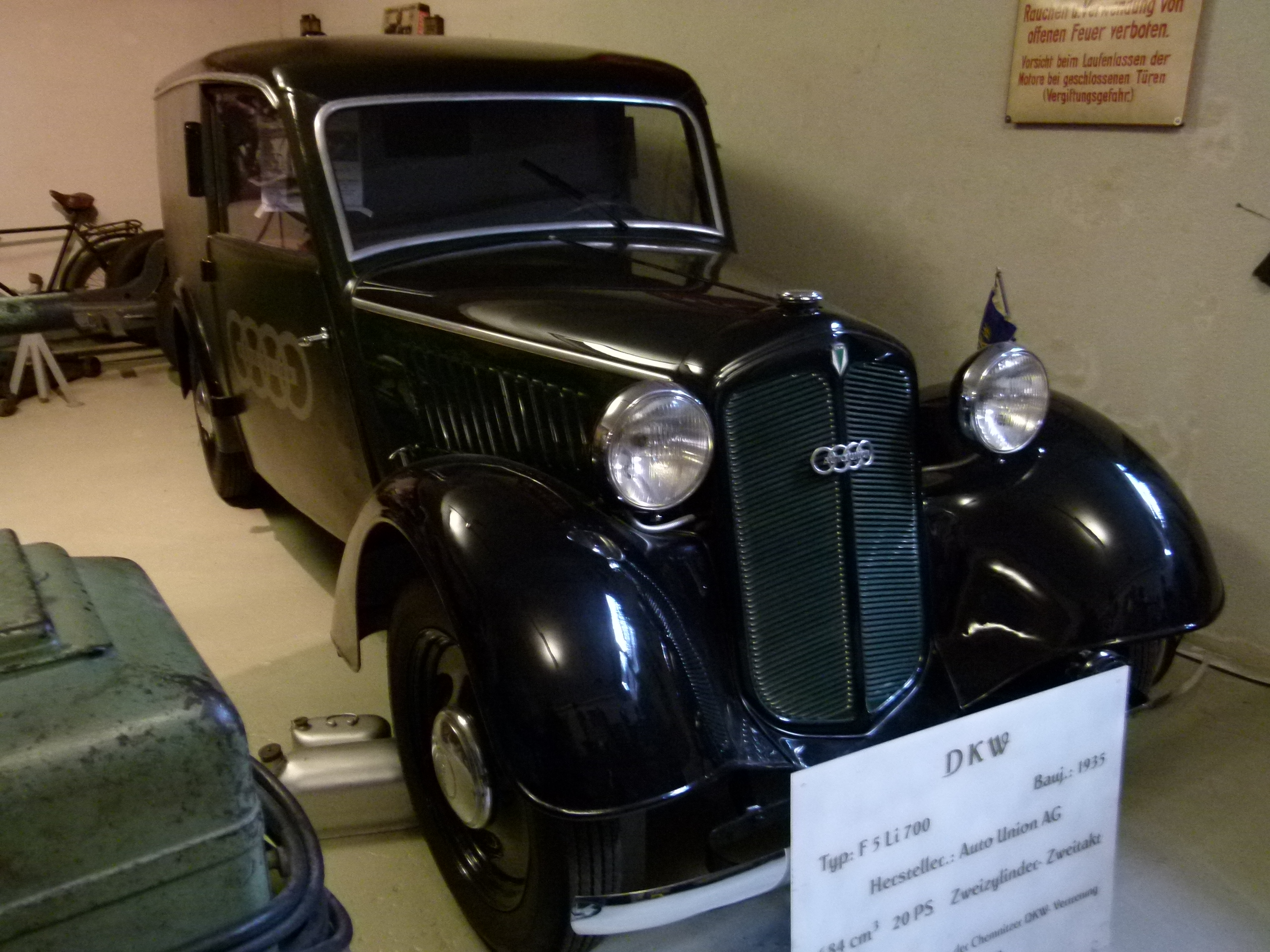
DKW F 5 Li 700 Werkstattwagen (1935) im Fahrzeugmuseum Chemnitz
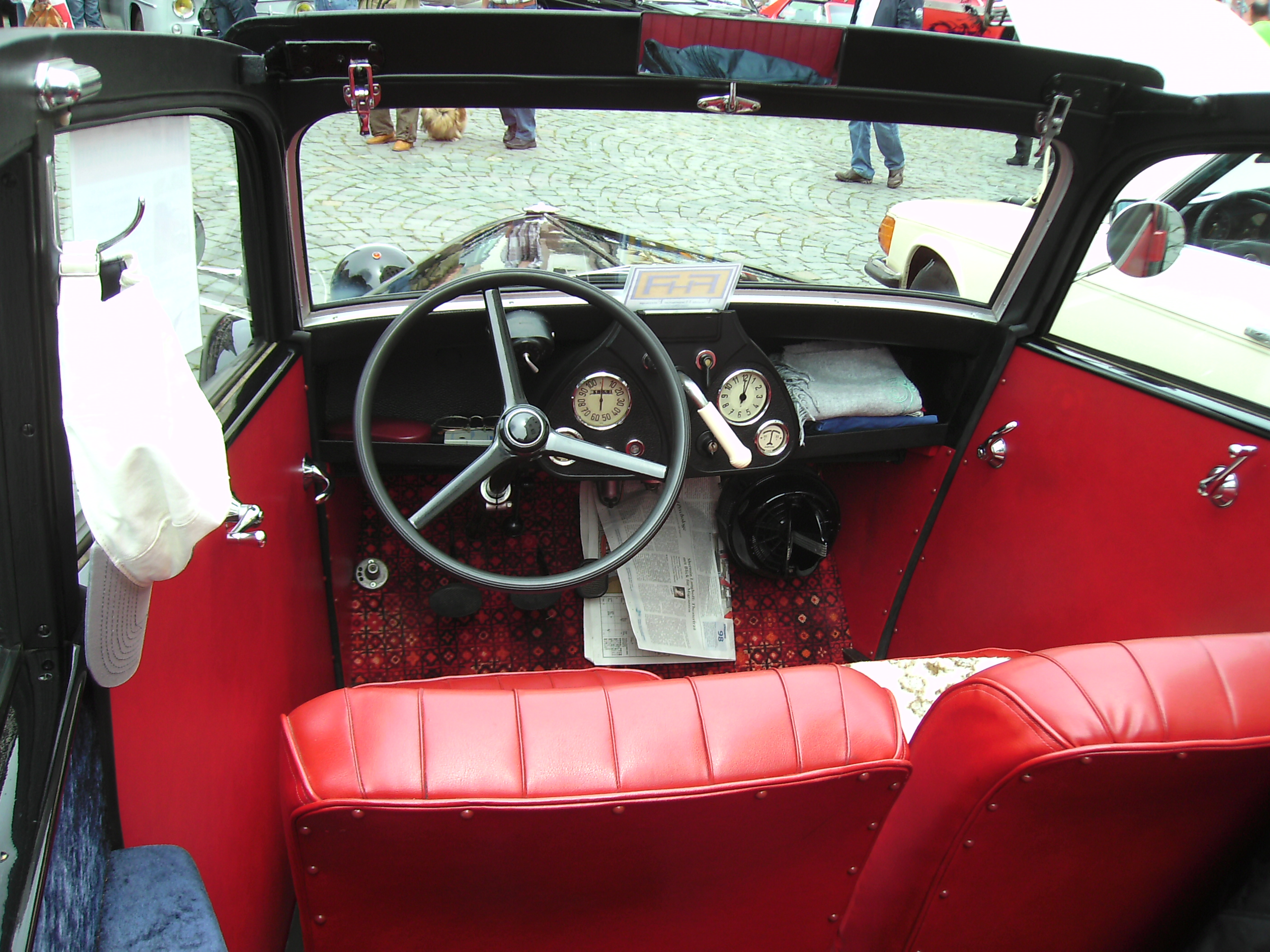
DKW F 5 Meisterklasse-Cockpit (1936)